# Mesón D
Los mesones D son las partículas más ligeras que contienen quarks encantados. Su interés experimental radica en el estudio de la interacción débil. Antes de 1986, los 
mesones D extraños (Ds) recibían el nombre de "mesones F" .

## Características
Los mesones D fueron descubiertos en 1976 por el detector Mark I en el SLAC.
Como los mesones D son los mesones más ligeros que contienen un único quark encantado (o antiquark), para que se desintegren un quark encantado debe convertirse en un quark de otro sabor. Estas transiciones violan la conservación del encanto, y solamente pueden proceder mediante la interacción débil. En los mesones D, el quark encantado cambia preferentemente en un quark extraño mediante un intercambio de bosones W, por lo tanto el mesón D se desintegra preferentemente en kaones y piones.
En noviembre de 2011, investigadores del experimento LHCb en el CERN informaron de que  que habían observado una violación directa de la simetría CP en la desintegración del mesón D neutro, con una significación estadística de 3.5 sigmas. Esto posiblemente incluye efectos de física más allá del modelo estándar.
| Nombre de la partícula | Símbolo de la partícula | Símbolo de la antipartícula | Quarks que contiene | Masa en reposo(MeV/c2) | IG  | JPC | S  | C  | B' | Tiempo de vida medio (s) | Desintegraciones frecuentes (>5% de desintegracones) |
| ---------------------- | ----------------------- | --------------------------- | ------------------- | ---------------------- | --- | --- | -- | -- | -- | ------------------------ | ---------------------------------------------------- |
| Mesón D                | D+                      | D-                          | cd                  | 1869.62 ± 0.20         | 1/2 | 0-  | 0  | +1 | 0  | (1.040 ± 0.007) × 10−12  |                                                      |
| Mesón D extraño        | D+s                     | D-s                         | cs                  | 1968.47 ± 0.33         | 0   | 0-  | +1 | +1 | 0  | (5.00±0.07)×10−13        |                                                      |
| Mesón D                | D0                      | D0                          | cu                  | 1864.84 ± 0.17         | 1/2 | 0-  | 0  | +1 | 0  | 4.101 ± 0.015 × 10-13    |                                                      |
| Mesón D                | D*+ (2010)              | D*-(2010)                   | cd                  | 2010.27.62 ± 0.17      | 1/2 | 1-  | 0  | +1 | 0  | 6.9 ± 1.9 × 10-21        | D0 + π+ D+ + π0                                      |
| Mesón D                | D*0 (2007)              | D*0(2007)                   | cu                  | 2006.97 ± 0.19         | 1/2 | 1-  | 0  | +1 | 0  | >3.1 × 10−22             | D0 + π0 D0 + γ                                       |